# Borowice (województwo dolnośląskie)

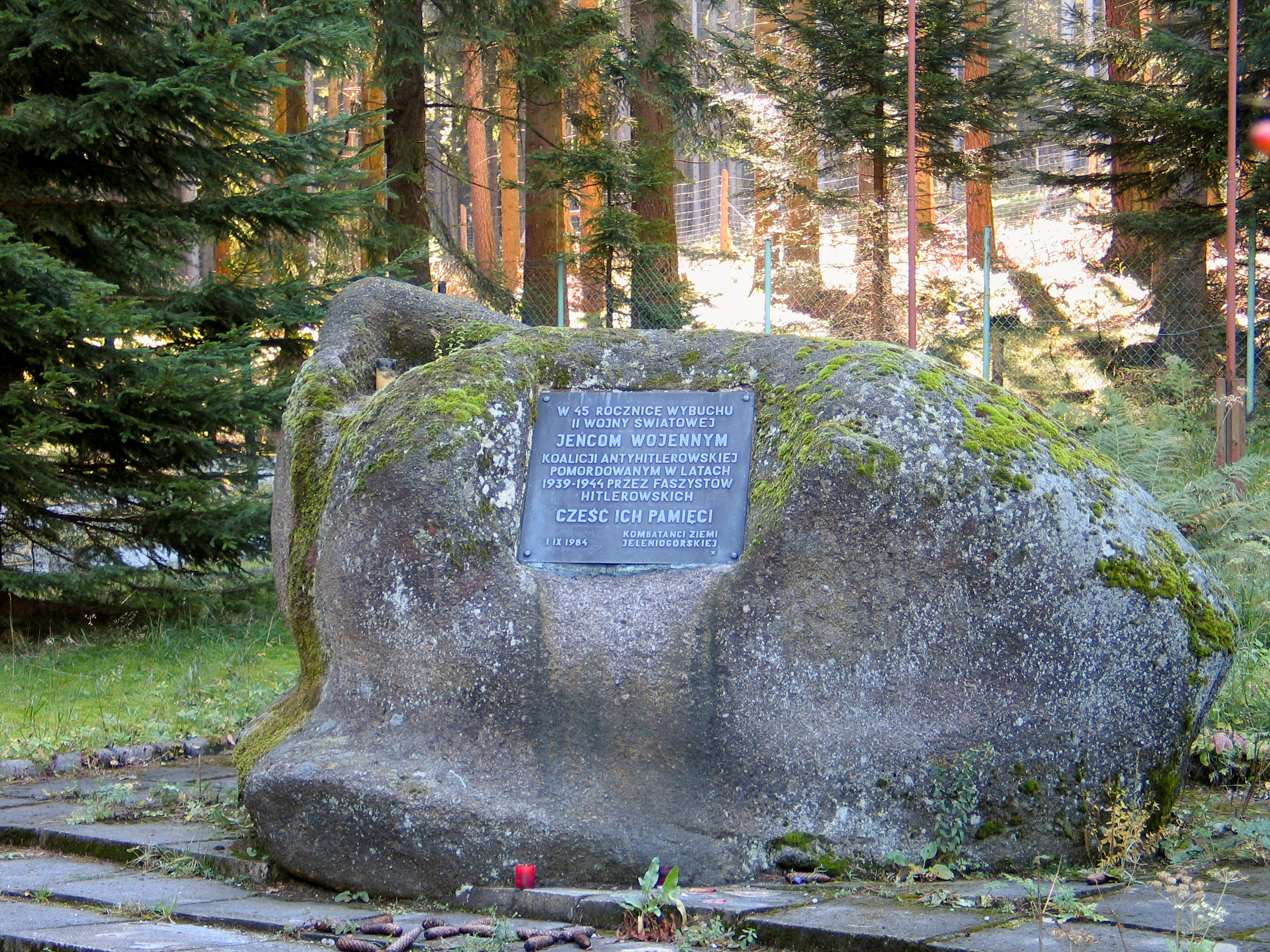
Pomnik na cmentarzu jeńców wojennych w Borowicach

Borowice (niem. Baberhäuser) – wieś w Polsce położona w województwie dolnośląskim, w powiecie karkonoskim, w gminie Podgórzyn, na obszarze Karkonoszy, a ściślej Karkonoskiego Padołu Śródgórskiego.

## Położenie
Borowice to luźno zabudowana wioska o charakterze wczasowym, leżąca w Karkonoszach, w Dolinie Pięciu Potoków, na wysokości około 625–710 m n.p.m.

## Podział administracyjny
W latach 1975–1998 miejscowość administracyjnie należała do województwa jeleniogórskiego.

## Historia
Osadę założył w roku 1644 szwajcarski cieśla Martin Marksteiner, który uciekł z Czech w obawie przed prześladowaniami religijnymi. W 1736 roku działał tu młyn wodny, a w 1782 roku w miejscowości były 34 domy. W 1833 roku zbudowano tu szkołę, a w kolejnych latach Borowice nadal rozwijały się. W XIX wieku powstała tu karczma, a pod koniec XIX wieku wieś stała się małym letniskiem, w następnych latach powstało kilka gospód i pensjonatów. W roku 1901 doprowadzono do Borowic drogę z Sosnówki i Karpacza Górnego, a w latach 1902-1904 - z Podgórzyna co przyczyniło się do dalszego rozwoju miejscowości. W okresie II wojny światowej w okolicy rozpoczęto też budowę Drogi Sudeckiej, która nie została dokończona. Do jej budowy wykorzystywano jeńców wojennych, z których wielu nie wytrzymało morderczej pracy i zmarło. Po 1945 roku Borowice zachowały charakter wsi rolniczo-wczasowej. W 1993 roku było tu 26 gospodarstw rolnych i kilka dużych ośrodków wczasowych.

## Kultura
Od 1989 r. w Borowicach odbywa się latem festiwal poezji śpiewanej (do 2007 „Gitarą i piórem”, od 2008 „Gitarą i...”) skupiający kilka tysięcy słuchaczy z całego kraju.

## Zabytki
W gminnej ewidencji zabytków widnieją budynki o nr 1, 2, 19, 20, 23, 28, 28d, 35, 55, 65 oraz stanowiska archeologiczne we wsi.

## Szlaki turystyczne
W Borowicach znajduje się węzeł szlaków turystycznych:
- z Borowic do Miłkowa,
- z Borowic do Przesieki,
- z Przesieki do Karpacza.
- do Karpacza (Rówienka)